# Bataillon de chasseurs à pied de la Garde impériale
Pour un article plus général, voir Garde impériale (Second Empire).
Le bataillon des chasseurs à pied de la Garde impériale est une unité d'infanterie française du Second Empire faisant partie de la Garde impériale et supprimé avec le reste de la Garde après la proclamation de la République française, le 28 octobre 1870.

## Chefs de corps
- 1854 : Albert Cambriels[1]
- 1855 : Alfred de Cornulier-Lucinière[Note 1]
- 1855 : Isidore Théodule Garnier[Note 2],[2]
- 1857 : Justin Clinchant[3]
- 1859 : chef de bataillon Letourneur
- 1860 : Henri Louis Marie René de Geslin[4]
- 1864 : chef de bataillon Ducrest de Villeneuve
- 1865 : Louis Henri de Boucheman[5]
- 1868 : Joseph Arthur Dufaure du Bessol[6]
- 1870 : chef de bataillon de Ligniville

## Création et différentes dénominations
- 20 décembre 1855 : création du 3e régiment de grenadiers de la Garde impériale
- 28 octobre 1870 : suppression

## Historique des garnisons, combats et batailles
Le bataillon de chasseurs à pied de la Garde impériale est créé le 1er mai 1854. 
Dans le cadre de la guerre de Crimée, le 10 janvier 1855, quatre compagnies partent pour la Crimée où ils arrivent le 2 février. Elle sont rejointe par quatre autres compagnies qui embarquent à Marseille. Le bataillon à plusieurs combats du siège de Sébastopol. Le 8 septembre 1856, après la bataille de Malakoff le bataillon déplore la mort de son commandant, Alfred de Cornulier-Lucinière, ainsi que de 4 autres officiers tués, 7 blessés, 99 chasseurs tués, 26 disparus et 227 blessés.

La paix revenue le bataillon quitte la Crimée le 6 novembre 1856, et débarque à Marseille le 6 décembre avant de rejoindre sa garnison à Paris le 30 décembre.
En 1859, il est engagé dans la campagne d'Italie et embarque à Marseille et débarque à Gênes le 2 mai 1859 d'où il rejoint Alexandrie.

Le 2 juin au passage de la Sesia à Turbigo, la moitié du bataillon combat pour protéger la construction d'un pont. 

Le 4 juin, il est engagé dans la bataille de Magenta

Le 7 juin il arrive à Milan, traverse l'Adda le 14 et arrive au camp de Montochiare. Le 24 juin il participe à la bataille de Solférino.
Le 17 juillet 1859, à la signature du traité de Zurich, le bataillon retourne en France en passant par Milan et le Mont Cenis et prend garnison au camp de Saint-Maur près de Paris avant de s'installer dans la capitale.
De 1860 à 1870, le corps a occupé successivement les garnisons de Paris et de Versailles.
Le 12 octobre 1864, six compagnies partent pour Nice pour servir de garde d'honneur auprès du tsar Alexandre II et de la tsarine de Russie.
Le 27 mai 1866, l'état major et huit compagnies quittent Versailles pour prendre part aux grandes manœuvres exécutées par toute la garde Impériale au camp de Châlons. Elles rejoignent leur point de départ le 7 septembre et reçoivent des fusils Chassepot en remplacement des anciennes carabines.
En 1870, pour la guerre franco-allemande il est rattaché à l'armée du Rhin, Garde impériale commandée par le général Bourbaki, 1re division d'infanterie de la garde sous les ordres du général Deligny, 1re brigade du général Brincourt.

Le bataillon rejoint Metz le 28 juillet, avec Napoléon III, accompagné du prince impérial, le sous-lieutenant Louis-Napoléon Bonaparte âgé de 14 ans.

Le 16 août 1870 le bataillon est engagé dans la défense du village de Rezonville puis à la bataille de Ladonchamps le 7 octobre 1870.

Comme l'ensemble de l'armée de Metz, le régiment est fait prisonnier de guerre lors de la capitulation du 27 octobre 1870.
Le 28 octobre 1870, après la  proclamation de la République française, le bataillon de chasseurs à pied de la Garde impériale est supprimé comme l'ensemble des unités de la Garde impériale.